# El ahogado más hermoso del mundo
El ahogado más hermoso del mundo es un cuento del escritor colombiano Gabriel García Márquez, escrito en 1968, pero publicado en el libro de 1972 La increíble y triste historia de la cándida Eréndira y de su abuela desalmada.

## Argumento
Los niños de un pequeño pueblo costero de «apenas veinte casas de tablas» encuentran el cuerpo de un hombre en la playa, cubierto de una coraza de rémora y lodo. Los niños juegan con el cuerpo en la arena hasta que los adultos los descubren y deciden darle un pequeño funeral al ahogado, para luego arrojarlo de nuevo al mar desde el acantilado en donde se ubica el pueblo, ya que no hay suficiente tierra como para realizar un entierro. Sin embargo, antes de realizar esto, los hombres llevan el cuerpo al pueblo para que las mujeres lo preparen, mientras ellos van a los pueblos vecinos para ver si alguien puede identificar al hombre.
El cuerpo del hombre es extremadamente alto y, una vez que lo limpian, las mujeres descubren que es extremadamente guapo y fornido, por lo que desarrollan un apego por él y empiezan a fantasear sobre cómo había sido en vida. Una anciana declara que tiene cara de llamarse Esteban y, después de oponer resistencia algunas mujeres, todas terminan aceptando el nombre. Le cosen ropa, ya que no hay en el pueblo camisas o pantalones de su talla, pero aun así las prendas no son lo suficientemente grandes. Las mujeres empiezan a sentir lástima y simpatía por él, ya que creen que su tamaño debe haber sido una incomodidad para él, y le cubren la cara con un pañuelo.
Los hombres regresan al pueblo sin haber logrado encontrar a ningún familiar del muerto, por lo que las mujeres continúan con los preparativos para el funeral, colocando el cuerpo en un altar y adornándolo con diversos objetos. Los hombres empiezan a despotricar contra ellas por esmerarse tanto por el funeral de un extraño, pero cuando quitan el pañuelo de la cara de Esteban, ellos también se sorprenden por su carácter humilde. Las mujeres van a asentamientos vecinos a por flores ya que no crecen en el pueblo, y la gente de esos lugares regresa con ellas para ver a Esteban, hasta que hay tantas personas «apenas si se podía caminar». Los habitantes sienten dolor de devolver a Esteban al mar sin padre ni madre, por lo que se eligen dos personas para que cumplan ese rol, así como hermanos, tíos y primos, hasta que todos están emparentados entre sí. Obviando la tradición, los habitantes lanzan a Esteban al mar sin un ancla, con la esperanza de que regrese algún día. El día del funeral, los habitantes están deprimidos y se dan cuenta de lo pequeño y desolado que es su pueblo.
Después del funeral de Esteban, los habitantes deciden hacer las puertas de sus casas más altas, pintarlas con colores alegres en honor a su memoria y sembrar flores. Ellos esperan que un día un crucero pase cerca del pueblo y que el capitán lo señale y le diga a sus pasajeros que ese es el pueblo de Esteban.